# Stuart Holden
Stuart „Stu“ Alistair Holden (* 1. August 1985 in Aberdeen, Schottland) ist ein ehemaliger schottisch-US-amerikanischer Fußballspieler auf der Position eines Mittelfeldspielers, der von 2008 bis 2013 25 Länderspiele für die Vereinigten Staaten machte.

## Vereinskarriere

### Karrierebeginn in Schottland und den USA
Holden verbrachte seine ersten Jahre in seinem Geburtsland Schottland, wo er unter anderem bis 1995 die Aberdeen FC School of Excellence besuchte und dort erste Erfahrungen als Fußballspieler sammelte. Als Zehnjähriger zog er mit seiner Familie nach Houston, Texas, wo sein Vater einen Job bei der Chevron Corporation, einem der weltgrößten Ölkonzerne, bekam und dort im Personalwesen tätig war. In seiner neuen Heimat spielte er anfangs in verschiedenen Jugendfußballklubs, wie dem Eclipse Soccer Club in Sugar Land oder dem Texans FC Soccer Club in Houston.
Später war er auf Amateurbasis für das Fußballteam der Awty International School, einer der größten Privatschulen der USA, aktiv und wurde dabei drei Mal zum Most Valuable Player (MVP) der Mannschaft gewählt und war in all den drei Jahren im All-State First Team. Zur selben Zeit kam Holden auf für die College-Mannschaft der Clemson University, den Clemson Tigers, in drei Semestern zum Einsatz. In seinem Freshman-Jahr kam Holden in zwölf Partien zum Einsatz, in denen er zwei Torvorlagen für seine Teamkollegen machte. Im zweiten Jahr avancierte der gebürtige Schotte als Sophomore zu einem Stammspieler der Clemson Tigers, wobei er bei 15 Einsätzen drei Tore erzielte und ebenso viele Assists gab und neben späteren Profispielern wie James Georgeff, Justin Moore, Nathan Sturgis, Landy Mattison oder Hunter Gilstrap zum Einsatz kam.
Im März 2005 wechselte Holden noch während seines Studiums nach Europa zurück und unterschrieb beim AFC Sunderland, der seinen Spielbetrieb zu diesem Zeitpunkt noch in der zweitklassigen Football League Championship hatte. Nur kurze Zeit nach seinem Wechsel wurde Holden am 12. März 2005 in Newcastle upon Tyne von einer Gruppe bestehend aus vier Männern attackiert, als er sich zusammen mit seinem Bruder und einem Freund vor einer Bar im Stadtteil Tyneside aufhielt. Stuart Holden wurde zusammengeschlagen und erlitt dabei eine Jochbeinfraktur sowie eine Dreifachfraktur der Orbita. Diese Verletzung verhinderte Holdens Einsatz im Profiteam von Sunderland, dessen Kader er über die gesamte Saison hinweg angehörte.

### Die Zeit bei Houston Dynamo

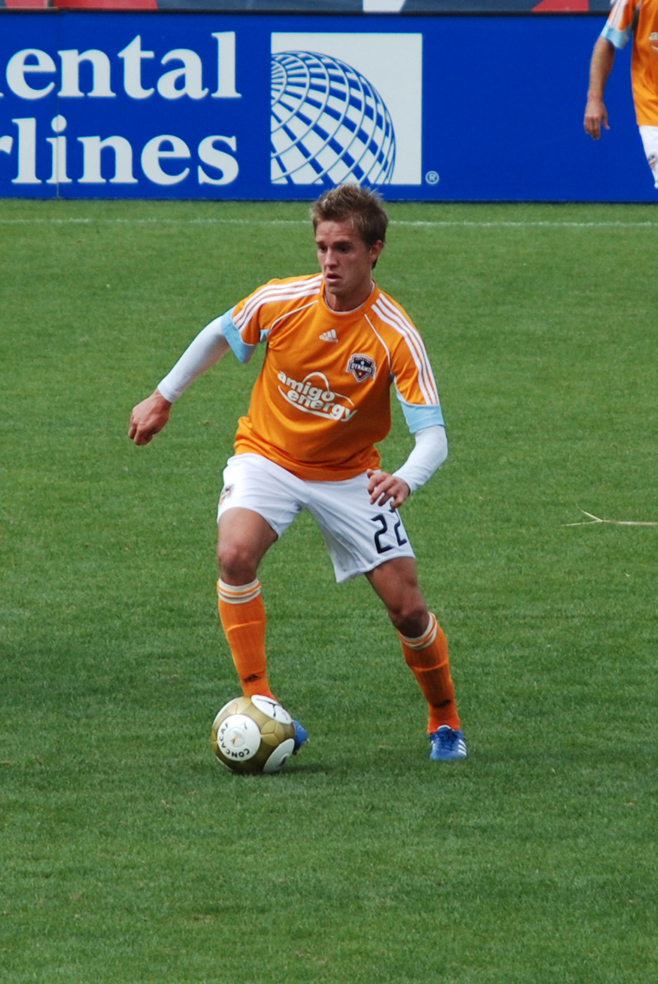
Stuart Holden in Aktion (2009)

Nachdem Holden zu keinem einzigen Pflichtspieleinsatz für die Engländer gekommen war, ging er zur Saison 2006 nach Nordamerika zurück und unterschrieb bei der Profiliga Major League Soccer, wo er bei Houston Dynamo unterkam. Holden, der im selben Jahr noch die US-amerikanische Staatsbürgerschaft annahm und seitdem Doppelstaatsbürger ist, gab sein Profiligadebüt am 27. Mai 2006 bei einem 1:1-Auswärtsremis gegen New England Revolution. Sein erstes Profitor erzielte er am 22. Juli 2006 abermals gegen New England Revolution bei einem 1:1-Heimremis, als er erst eine Minute davor für Brad Davis ins Spiel kam und den Ball in der 63. Spielminute bei seiner ersten Ballberührung zum Treffer verwandelte.
Während seiner ersten Profispielzeit brachte es Holden bei 13 Ligaeinsätzen, bei denen er jedoch kein einziges Mal über die gesamte Matchdauer durchspielte und oftmals nur zu Kurzeinsätzen kam, auf einen Treffer und war zudem in zwei MLS-Cup-Play-off-Spielen seines Teams im Einsatz. Größter Erfolg war in dieser Saison der Gewinn des MLS Cup, dem Finalspiel der MLS-Saison 2006, das die Mannschaft gegen New England Revolution austrug und sich erst im Elfmeterschießen durchsetzte. Holden kam in dieser Partie zu einem wenige Minuten dauernden Kurzeinsatz und verwandelte am Ende seinen Elfmeter.
In der Saison 2007 brachte es der gebürtige Schotte bei insgesamt 22 Ligaeinsätzen auf eine Bilanz von fünf Treffern und ebenso vielen Torvorlagen. Anfangs nur als Ersatzspieler aktiv, kam er am 21. Juni 2007 bei einem 4:0-Heimsieg über den CD Chivas USA zum ersten Mal in seiner Profikarriere über die volle Spieldauer zum Einsatz. Gute Leistungen brachte Holden auch am 5. Juli 2007 bei einem 4:0-Heimerfolg über die New York Red Bulls, als er Brad Davis, der aufgrund einer Verletzung nicht am Spiel teilnehmen konnte, von Beginn an ersetzte und in Spiel selbst ein Tor erzielte und zwei weitere Treffer vorbereitete. In den Play-offs kam der Mittelfeldakteur während dieser Spielzeit vier Mal zum Einsatz und konnte dabei ein Tor verzeichnen. Wie schon in der Saison zuvor schaffte Houston Dynamo den erneuten Einzug in den MLS Cup, dem Finalendspiel. Dort konnte sich die Mannschaft abermals gegen den Herausforderer New England Revolution durchsetzen und gewann mit 2:1; Holden kam dabei zu einem Kurzeinsatz.

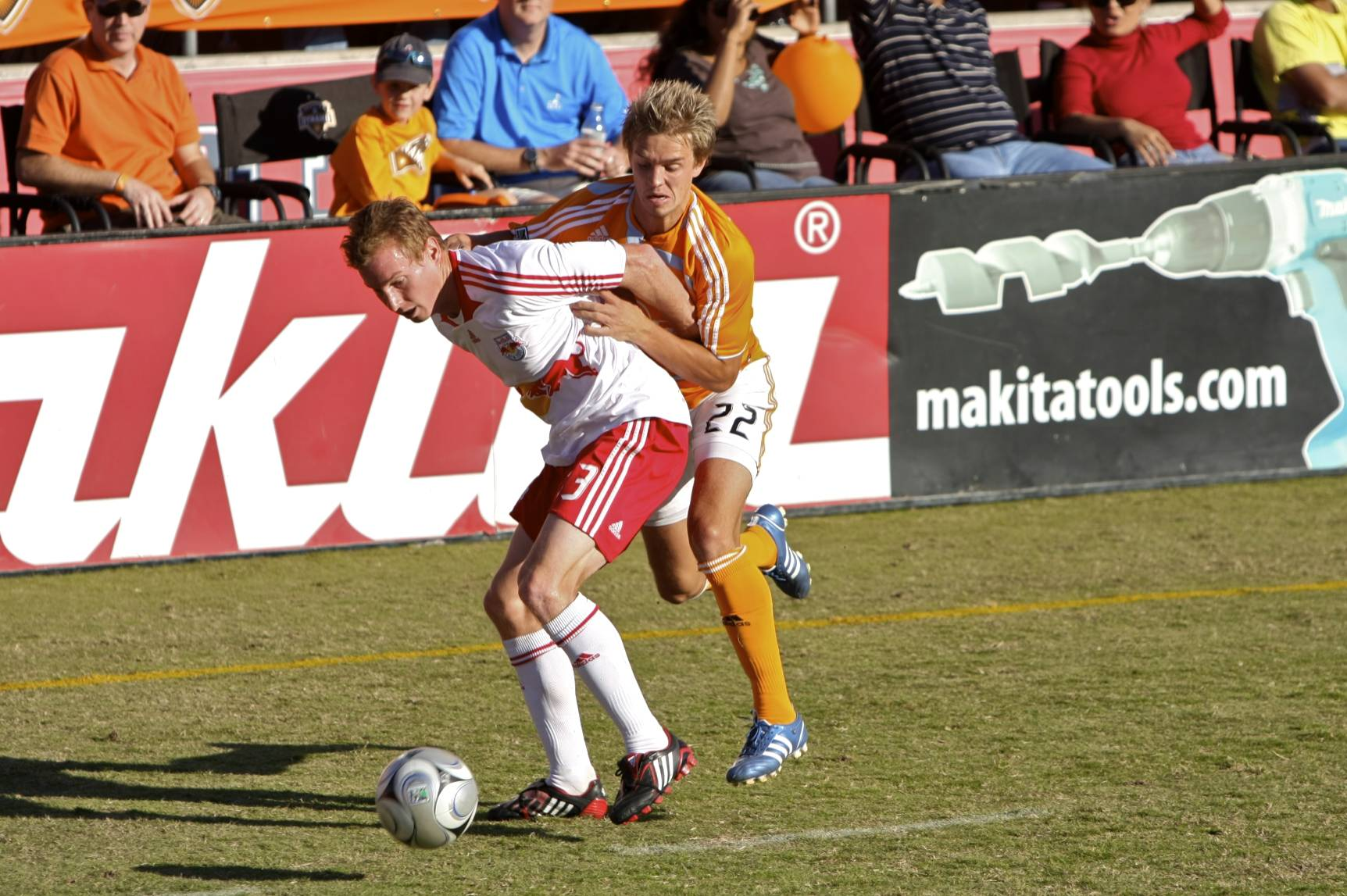
Stuart Holden (hinten) im Zweikampf mit Chris Leitch (2008)

Zum Stammspieler wurde der Mittelfeldspieler, der auf der linken Seite wie auch zentral eingesetzt werden kann, auch in der Spielzeit 2008 nicht. Jedoch brachte er es auf immer längere Einsätze und war des Öfteren über die komplette Spielzeit im Einsatz. Bei 27 Ligabegegnungen brachte er es auf drei Tore und vier Assists. Unter anderem erzielte Holden am 15. Oktober 2008 bei einem 2:1-Heimsieg über die San José Earthquakes mit Toren jeweils in der Anfangs- und der Endphase der Begegnung beide Treffer für sein Team. Zu insgesamt sieben Einsätzen kam der 1,78 m große Mittelfeldspieler in der CONCACAF Champions League 2008/09, wo er mit seiner Mannschaft allerdings bereits im Viertelfinale gegen den späteren Champion CF Atlante mit einem Gesamtscore von 1:4 aus Hin- und Rückspiel ausschied. Außerdem durfte Holden zwei Einsätze in den Play-offs des Jahres 2008 verbuchen. In der nordamerikanischen SuperLiga 2008 erreichte Holden mit den Dynamos das Finale und war zusammen mit Ante Razov und Shalrie Joseph mit drei Treffern Toptorschütze des Bewerbs. Der zweite Platz beim MLS Supporters’ Shield 2008 sprach für die faire Spielweise von Houston Dynamo, auch Holden erhielt in all seinen Ligaeinsätzen während dieser Saison nur drei gelbe Karten. Weiters wurde er 2008 von seinem Team zum „US Soccer Humanitarian of the Year“ ausgezeichnet.
In der Spielzeit 2009 schaffte er den lang ersehnten Auftritt als Stammspieler des Texaner. So kam er bei insgesamt 26 Meisterschaftseinsätzen auf insgesamt sechs Treffer und bediente zwei Mal seine Teamkameraden mit Torvorlagen. Nebenbei war Holden in drei Play-off-Spielen aktiv und absolvierte während der CONCACAF Champions League 2009/10 fünf Spiele, in denen er zwei Tore erzielte und einen Assist beisteuerte. Allerdings schied er mit Houston Dynamo bereits in der Gruppenphase aus dem laufenden Bewerb aus. Obgleich ein möglicher 350.000-$-Vertrag bei Houston Dynamo im Raum stand, trat Holden den zu diesem Zeitpunkt noch ungewissen Weg nach Europa an.

### Wechsel in die englische Premier League
Nach Abschluss der MLS-Saison 2009 ging er zum zweiten Mal zurück nach Europa und trainierte bei den damals in der Premier League spielenden Bolton Wanderers, zu denen am 25. Januar 2010 der offizielle Wechsel Holdens folgte. Bei den Bolton Wanderers kam er neben dem Reserveteam in der Premier Reserve League auch beim Profiteam zum Einsatz. Nachdem er am 10. Februar 2010 sein Debüt im Reserveteam gegeben hatte, als er bei einer 0:2-Auswärtsniederlage gegen die Reserve von Manchester City in den ersten 61 Minuten zum Einsatz kam, saß er beim Achtelfinalhinspiel des FA Cups der Saison 2009/10 bereits einsatzlos auf der Ersatzbank der Profis.
Zu seinem Pflichtspieldebüt für die Profis kam Holden am 24. Februar 2010, als er bei der 0:4-Auswärtsniederlage gegen Tottenham Hotspur im FA-Cup-Rückspiel über die volle Spieldauer im rechten Mittelfeld eingesetzt wurde. Nur drei Tage darauf gab der Mittelfeldakteur am 27. Februar sein Ligadebüt. Beim 1:0-Heimerfolg über die Wolverhampton Wanderers war er erneut über die vollen 90 Minuten im Einsatz. Eine knappe Woche später zog er sich bei einem freundschaftlichen Länderspiel in Amsterdam gegen die Niederlande einen Wadenbeinbruch zu, durch den er zwei Monate lang verletzungsbedingt ausfiel. Im letzten Saisonspiel der Premier League 2009/10, einem 2:1-Heimerfolg über Birmingham City, gab Holden sein Comeback in der Mannschaft, als er ab der 66. Spielminute als Ersatz für Matthew Taylor agierte. Bereits am 30. März 2010 wurde der mit Saisonende auslaufende Vertrag des zu diesem Zeitpunkt verletzten Mittelfeldakteurs um weitere drei Jahre bis 2013 verlängert.

### Wenige Einsätze als Dauerverletzter

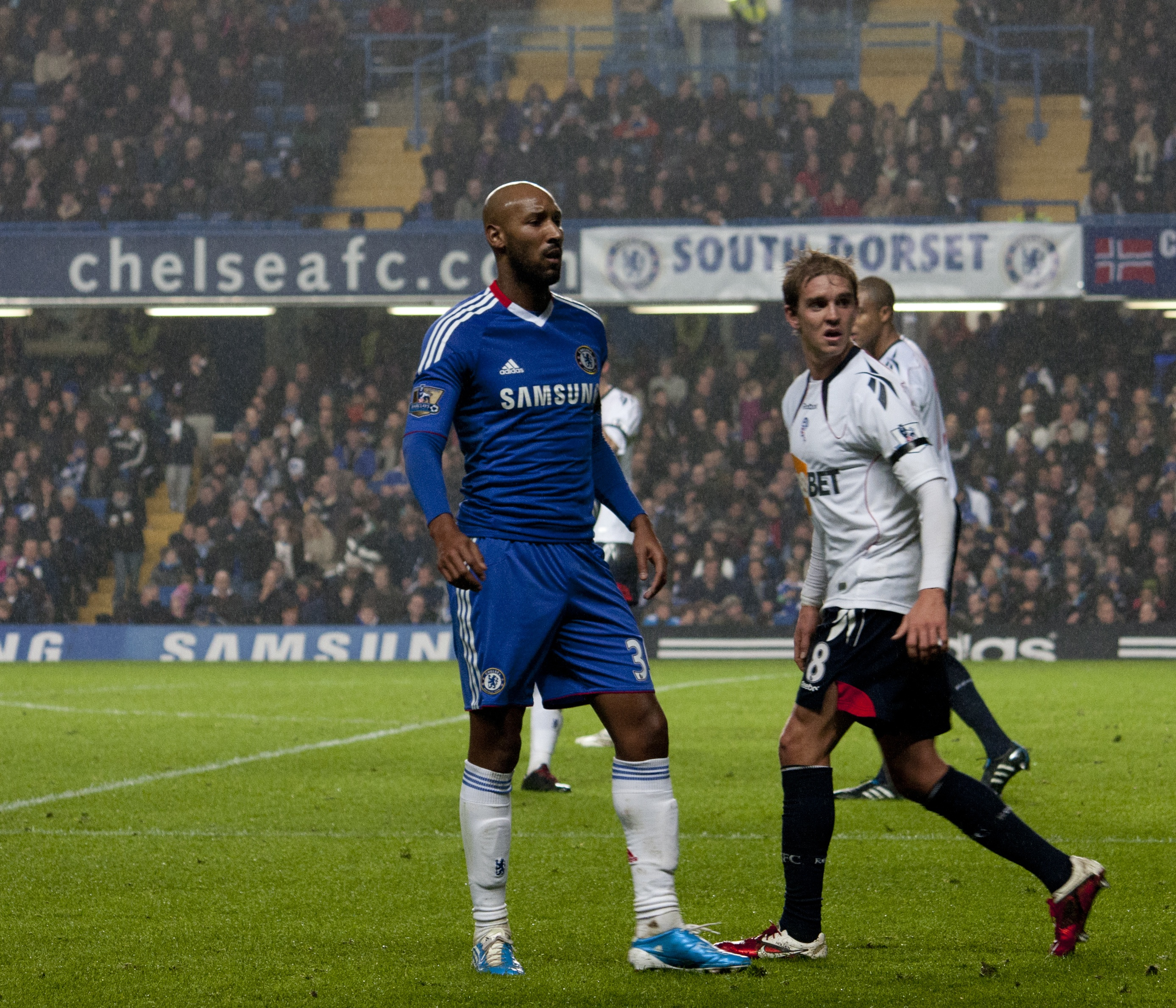
Stuart Holden (rechts) neben Nicolas Anelka in einem Spiel gegen den FC Chelsea (2010)

Zu seiner Durchbruchsaison in England sollte allerdings die Spielzeit 2010/11 werden, in der er über weite Teile der Saison als Stammkraft, vor allem im zentralen Mittelfeld, mitwirkte. Nach der Weltmeisterschaft in Südafrika, während der er in einem Spiel der US-Amerikaner eingesetzt worden war, brachte es der gebürtige Schotte auf eine Einsatzbilanz von 26 Ligaspielen, in denen er zwei Treffer und ebenso viele Torvorlagen beisteuerte. Bei einer 0:1-Auswärtsniederlage gegen Manchester United wurde Holden kurz vor Spielende vom Nordiren Jonny Evans gefoult, wobei er sich eine offene Wunde, einen Riss im vorderen Kreuzband im linken Knie sowie eine Fraktur des Oberschenkelknochens zuzog; seine zweite schwere Verletzung binnen eines Jahres. Trotz seiner Verletzung wurde er zum Saisonende zum besten jungen Spieler der Bolton Wanderers ausgezeichnet. Aufgrund dieser Verletzung schied er weitere sechs Monate vom Spielbetrieb aus und kam erst wieder am 30. August 2011 bei einer 0:7-Niederlage gegen das Reserveteam des FC Fulham zu seiner Rückkehr.
Nach einem weiteren Einsatz in der Premier Reserve League und einem Auftritt über 90 Minuten für die Profis im League Cup 2010/11 gegen Aston Villa, wurde bei einer Routineuntersuchung festgestellt, dass sich Holden die nächste Verletzung, einen Knorpelschaden im bereits stark mitgenommenen Knie, zugezogen hatte. Bei einer weiteren Knieoperation, nach der er weitere sechs Wochen ausfallen sollte, wurden jedoch größere Schädigungen festgestellt, weshalb sich die Verletzungspause des US-amerikanischen Nationalspielers weiter hinaus zog. Abermals sechs Monate vergingen, ohne dass Stuart Holden in einem Pflichtspiel für die Engländer eingesetzt wurde. Nachdem er Ende März bzw. Anfang April 2012 wieder das Mannschaftstraining aufgenommen hatte, kam er unter seinem schottisch-irischen Trainer Owen Coyle, der später sogar Trainer seines US-amerikanischen Ex-Klubs Houston Dynamo werden sollte, jedoch nicht weiter zum Einsatz und stand in den letzten acht Meisterschaftsspielen der Premier League 2011/12 nicht mehr im Profikader.

### Kurzes Comeback und neuerliche Verletzung
Die Bolton Wanderers waren nach mittlerweile elf Jahren in der Premier League in die zweitklassige Football League Championship abgestiegen, doch auch hier wurde Holden von Owen Coyle und ab 23. Oktober 2012 von seinem Nachfolger Dougie Freedman nicht berücksichtigt. Zwischenzeitlich musste er sogar seine Rückennummer an die Neuverpflichtung Jussi Jääskeläinen abgeben und fand erst im Januar 2013, nachdem er bereits 16 Monate in keinem Pflichtspiel der Profimannschaft zum Einsatz gekommen war, zurück ins Team. Nachdem er zuvor in einem Spiel Reservemannschaft im Einsatz war, gab er am 15. Januar 2013 beim Drittrundenwiederholungsspiel gegen den AFC Sunderland im FA Cup 2012/13 sein Comeback, als er ab der 74. Minute als Ersatz von Josh Vela mitwirkte. Nach einem weiteren Kurzeinsatz im Viertrundenaus gegen den FC Everton und weiteren Einsätzen in der Reserve saß Stuart Holden am 19. Februar 2013 erstmals wieder in einem Ligaspiel der Wanderers uneingesetzt auf der Ersatzbank.
Nachdem er eine Woche später im übernächsten Ligaspiel, einem 1:0-Heimsieg über Peterborough United, erstmals wieder in einer Meisterschaftspartie am Rasen gestanden hatte, als er ab der 24. Minute den ehemaligen englischen Nachwuchsnationalspieler Mark Davies ersetzte, saß er in den nachfolgenden vier Ligapartien wieder ohne Einsatz auf der Ersatzbank und wurde mit 28. März für ein Monat, bis 24. April 2013, an den Ligakonkurrenten Sheffield Wednesday verliehen, um dort Praxis zu sammeln und den verletzten Michail Antonio zu ersetzen. Doch auch in Sheffield konnte sich Holden nicht als Stammspieler etablieren und wurde in lediglich vier der sieben Ligaspiele der Leihzeit eingesetzt, wobei er jedoch in keinem über die volle Spieldauer am Rasen stand. Nach seiner Rückkehr kam er im vorletzten Saisonspiel noch auf eine Einsatzminute und saß im darauffolgenden letzten Ligaspiel am 4. Mai 2013 wieder ohne Einsatz auf der Bank des Tabellensechsten. Sein Vereinscomeback blieb auch in den Vereinigten Staaten nicht unbemerkt, weshalb er vom nunmehrigen Cheftrainer Jürgen Klinsmann des US-Nationalteams für Freundschaftsspiele gegen Belgien und Deutschland Ende Mai und Anfang Juni 2013 einberufen wurde.
Im Nationalteam war er wieder auf dem Weg zum Stammspieler und schaffte es mit der Mannschaft unter anderem bis ins Finale des CONCACAF Gold Cups 2013. Beim 1:0-Finalsieg über Panama am 28. Juli 2013 ereilte ihn jedoch eine weitere Verletzung, ein erneuter Riss des vorderen Kreuzbandes, diesmal jedoch im rechten Knie, woraufhin er abermals monatelang pausieren musste. Nachdem die Bolton Wanderers seinen 2013 auslaufenden Vertrag um ein weiteres Jahr verlängert hatten und er nach sieben Monaten wieder ins Mannschaftstraining einstieg, aber von Dougie Freedman, der noch immer Trainer der Mannschaft war, nicht weiter berücksichtigt wurde, dauerte es ein weiteres Monat, ehe er in einem Spiel der Reservemannschaft gegen die Reserve des FC Everton zu seinem Comeback kam. Dieses endete jedoch nach 23 absolvierten Minuten wieder, da er aufgrund anhaltender Schmerzen im Knie nicht weiterspielen konnte und ausgewechselt wurde. O Eine Untersuchung ergab, dass eine weitere Operation unumgänglich war und er deshalb dem Spielbetrieb für weitere sechs bis neun Monate fernbleiben musste. Obgleich sein Vertrag bei den Wanderers nicht weiter verlängert wurde, war er dennoch berechtigt seine Rehabilitation beim Klub fortzuführen; außerdem war er für etwaige Freundschaftsspiele, sowie für die U-21- bzw. den Development Squad spielberechtigt.

### Karriereende mit 30
In weiterer Folge heiratete Holden, der einst als einer der besten Mittelfeldspieler seines Landes und würdiger Nachfolger von Landon Donovan angesehen wurde, seine langjährige Freundin, arbeitete als Experte und Analyst bei den auf NBC übertragenen Premier-League-Spielen und arbeitete weiter an der Fortsetzung seiner aktiven Fußballkarriere. Im Anschluss wurde er von Jürgen Klinsmann im Januar 2016 als Gastspieler zu einem Trainingscamp der US-Nationalmannschaft nach Carson, Kalifornien, eingeladen, nachdem er den übrigen Winter mit diversen MLS-Spielern wie Benny Feilhaber, Dom Dwyer, Sacha Klještan, Servando Carrasco, A. J. DeLaGarza, Hector Jiménez oder Steve Birnbaum trainiert hatte. Bis zu diesem Zeitpunkt hatte er ein vorzeitiges Karriereende noch nicht in Betracht gezogen. Nachdem er verletzungsbedingt rund zwei Jahre gar nicht bzw. in den letzten fünf Jahren nur zu wenigen Einsätzen kam und er zwei Tage zuvor Vater einer Tochter wurde, gab er am 3. Februar 2016 sein offizielles Karriereende als Aktiver bekannt.

## Nationalmannschaftskarriere

### Über die U-20 und das Olympiateam in den A-Kader
Erste internationale Erfahrungen sammelte Holden mit der US-amerikanischen U-20-Auswahl, für die er in elf Länderspielen zwei Treffer erzielte. Außerdem stand er von 2007 bis 2008 im Kader der U-23-Nationalmannschaft der Vereinigten Staaten und kam hierbei zu sieben Spielen und einem Tor. Mit dem U-23-Team repräsentierte er während des Fußballturniers der Olympischen Spiele 2008 die USA und erzielte am 7. August den einzigen Treffer beim 1:0-Sieg über Japan. Dennoch erreichte die Mannschaft in ihrer Gruppe nur den dritten von vier Plätzen. Am 25. Juni 2009 wurde Holden anlässlich des CONCACAF Gold Cup 2009 erstmals in den Kader der A-Nationalmannschaft der USA berufen. Am 4. Juli gab er sein A-Teamdebüt er in der Gruppenphase (Gruppe B) beim Spiel gegen Grenada. Noch in der gleichen Begegnung erzielte Holden in der 31. Minute per Kopf den 2:0-Führungstreffer für sein Team. Nach weiteren Einsätzen erreichte die US-amerikanische Nationalmannschaft das Finale des Turniers, wo es allerdings der mexikanischen Nationalelf mit 0:5 unterlag. Am Ende des Bewerbs wurde Stuart Holden neben seinen Landsleuten Kenny Cooper, Chad Marshall und Clarence Goodson sogar ins „All-Tournament Team“ gewählt.

### Durchbruch als Nationalspieler und WM-Teilnahme

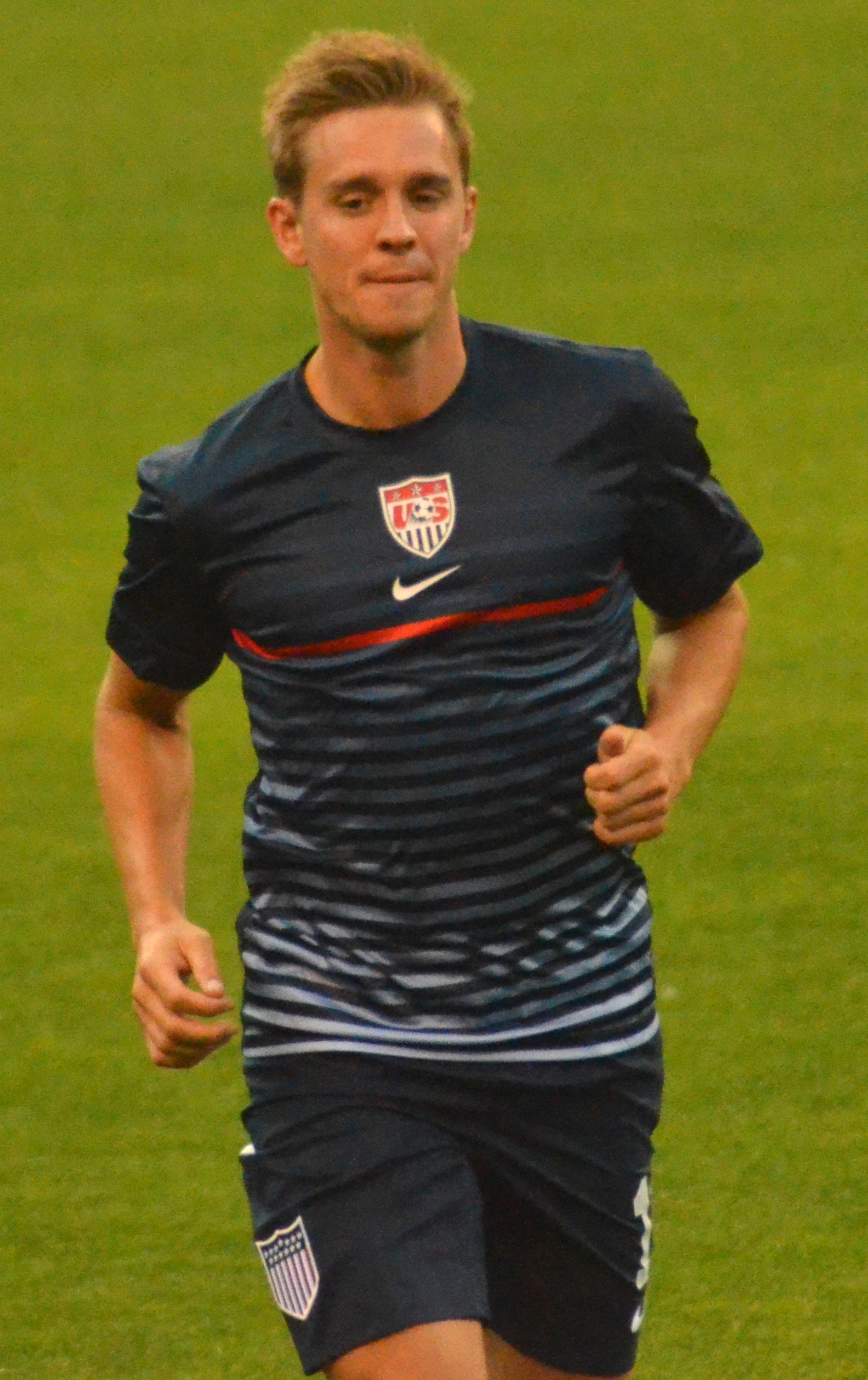
Stuart Holden als Nationalspieler im Aufwärmtrikot (2013)

In seinem ersten Jahr als A-Nationalspieler schaffte er es bereits auf elf Einsätze, was eine außerordentliche Leistung war, da es in der Vergangenheit nur einen Spieler (Jonathan Bornstein) gab, der in seinem Debütjahr auf mehr Länderspieleinsätze (12 Einsätze im Jahre 2007) kam. Am 3. März 2010, eine Woche nach seinem Ligadebüt in England, zog er sich bei einem freundschaftlichen Länderspiel gegen die Niederlande nach einem Tritt durch Nigel de Jong gegen sein rechtes Bein einen Wadenbeinbruch zu und fiel so für fast drei Monate aus. Am 26. Mai 2010 kehrte er wieder in die Nationalmannschaft zurück als er bei einem WM-Vorbereitungsspiel gegen Tschechien über die gesamte Spieldauer im Einsatz war. Bei der 2:4-Niederlage der US-Amerikaner war er einer der besten Spieler auf dem Platz. Im Mai 2010 nominierte der Nationaltrainer der USA, Bob Bradley, den England-Legionär in den vorläufigen 30-Mann-Kader, der an der Fußball-Weltmeisterschaft 2010 in Südafrika teilnehmen soll. Am 26. Mai 2010 berief er Holden in den finalen 23-Mann-Kader der USA. Nach einem weiteren Einsatz beim 2:1-Sieg im Vorbereitungsspiel gegen die Türkei, reiste er mit dem Team nach Südafrika zur WM-Endrunde. Dort kam er beim ersten Gruppenspiel der US-Amerikaner, einem 1:1-Remis gegen England, zu einem Kurzeinsatz, als er in der 86. Spielminute für Jozy Altidore auf den Rasen kam. Die restlichen drei Partien bis zum Ausscheiden im Achtelfinale gegen Ghana verbrachte der Mittelfeldakteur ohne weiteren Einsatz auf der Ersatzbank.

### Rückkehr in den Nationalkader

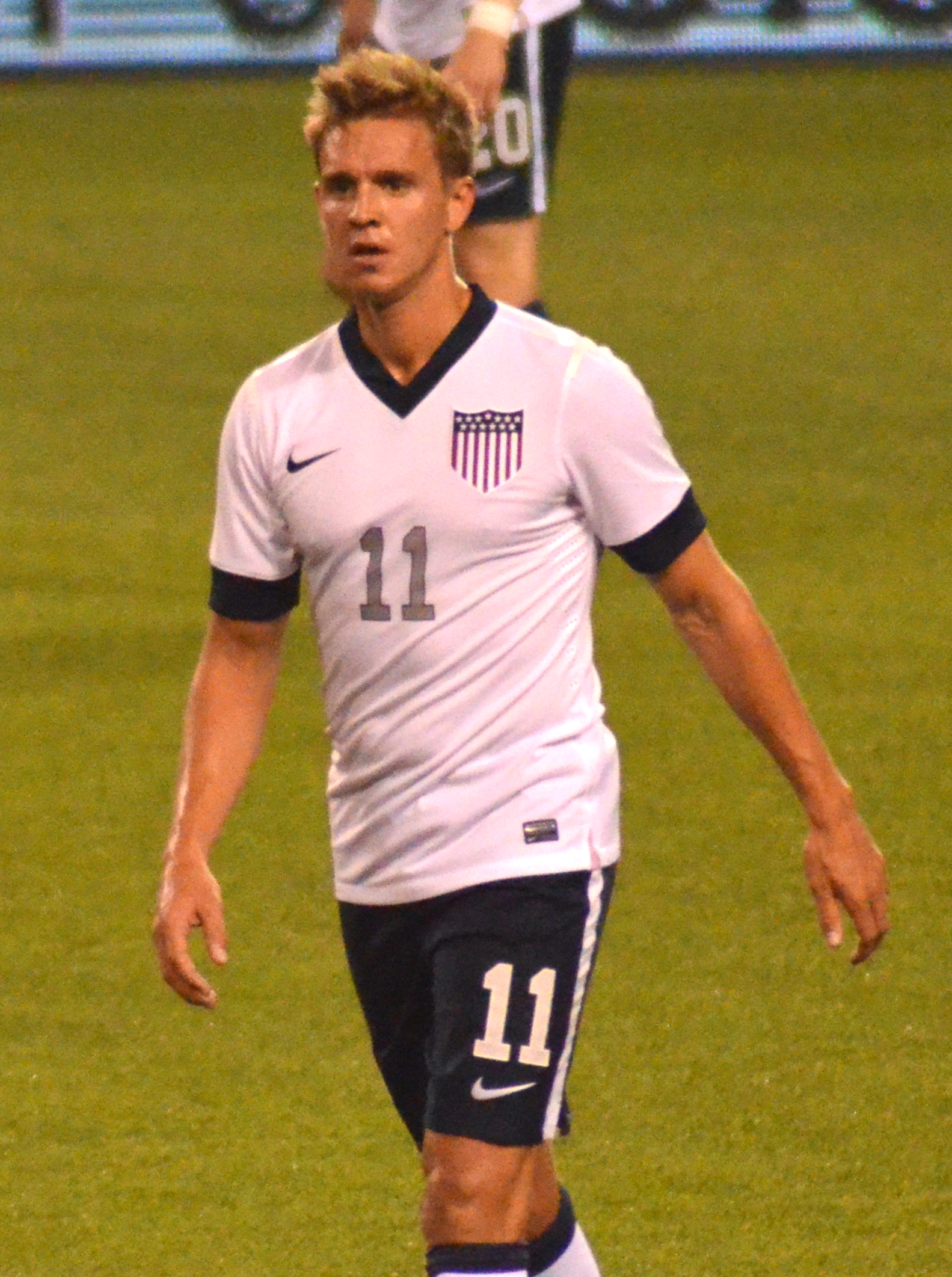
Stuart Holden im Heimtrikot (2013)

Nachdem er von Bradley Ende September in das 20-Mann-Aufgebot für zwei Freundschaftsspiele gegen Polen und Kolumbien, gegen Brasilien war er im August nicht dabei, einberufen wurde, kam er in beiden Begegnungen zum Einsatz und leistete beim 2:2-Remis gegen Polen die Vorarbeit zu Oguchi Onyewus Treffer zur 2:1-Führung. Nachdem ihn Bradley für weitere Freundschaftsspiele nominiert hatte, er sich jedoch währenddessen verletzt hatte, musste mit Eric Lichaj ein weiterer engagierter Mittelfeldspieler anstatt Stuart Holden an den Start gehen. In weiterer Folge wurde er, vor allem aufgrund seiner Verletzungen, nicht weiter berücksichtigt; auch nicht nach der Amtsübernahme durch Jürgen Klinsmann im Juli 2011. Erst im Mai 2013, rund zweieinhalb Jahre nach seinem letzten Länderspieleinsatz, holte ihn Klinsmann, der mit Holden schon seit seinem Amtsantritt als US-Trainer Kontakt hielt, zurück in den US-amerikanischen Nationalkader.
In den folgenden zwei Monaten begab er sich mit den Soccer Boys auf eine andauernde Siegesserie. Nachdem die Mannschaft bei seinem Comebackspiel gegen Belgien, als er in den letzten Spielminuten für Sacha Klještan auf den Rasen kam, noch mit 2:4 verlor, gewannen die US-Amerikaner die nachfolgenden zwölf Länderspiele, wobei Stu Holden in elf dieser Spiele entweder selbst mitwirkte oder auf der Ersatzbank saß. Nachdem er im nachfolgenden freundschaftlichen Länderspiel gegen Deutschland einsatzlos auf der Ersatzbank saß, holte ihn Klinsmann für drei CONCACAF-Qualifikationsspiele zur WM 2014 ins Nationalteam. Hierbei konnte sich der 1,78-m-Mann jedoch nicht beweisen, saß gegen Jamaika und Honduras lediglich ohne Einsatz auf der Ersatzbank und kam im zweiten der drei Spiele, dem 2:0-Erfolg über Panama, erst in der Nachspielzeit für Jozy Altidore auf das Spielfeld. Dies war zugleich auch sein erster WM-Quali-Einsatz seit dem 2:2-Remis gegen Costa Rica am 15. Oktober 2009.

### Gold-Cup-Sieger vor internationalem Karriereende
Obgleich er es bis dahin auf wenige Einsatzminuten gebracht hatte, nominierte ihn der Nationaltrainer für das 23-Mann-Aufgebot, das am CONCACAF Gold Cup 2013 teilnahm. Nachdem er noch einen Tag vor Turnierstart bei einem freundschaftlichen Länderspiel gegen Guatemala einen Assist zum 6:0-Kantersieg beisteuerte, als er über eine Halbzeit eingesetzt wurde, startete er mit dem Team in einen erfolgreichen CONCACAF Gold Cup. Bis auf die Viertelfinalpartie gegen El Salvador, als er einsatzlos auf der Ersatzbank saß, wurde Stu Holden in allen Spielen seiner Mannschaft, teilweise sogar über die volle Spieldauer, eingesetzt. Im ersten Gruppenspiel gegen Belize, einem 6:1-Erfolg, steuerte er auch einen Treffer bei. Beim 1:0-Finalsieg über Panama am 28. Juli 2013 erlitt Holden erneut einen Riss des vorderen Kreuzbandes, diesmal jedoch im rechten Knie, woraufhin er abermals monatelang pausieren musste und danach nicht mehr in die Nationalmannschaft fand. Erst Anfang des Jahres 2016 durfte er unter Klinsmann als Gastspieler wieder mit der US-Nationalmannschaft trainieren, ehe er kurz darauf sein offizielles Karriereende bekanntgab.

## Erfolge

### Vereinserfolge
- 2 × MLS-Cup-Sieger: 2006, 2007
- 1 × SuperLiga-Finalist: 2008
- 2. Platz MLS Supporters’ Shield: 2008

### Nationalmannschaftserfolge
- 1 × CONCACAF-Gold-Cup-Finalist: 2009
- 1 × CONCACAF-Gold-Cup-Sieger: 2013

### Individuelle Erfolge
- 1 × Wahl in die MLS Best XI: 2009
- 1 × Wahl in die CONCACAF Gold Cup Best XI: 2009
- 1 × bester Torschütze in der SuperLiga: 2008 (3 Tore; zusammen mit Ante Razov und Shalrie Joseph)
- 1 × „US Soccer Humanitarian of the Year“ (Houston Dynamo): 2008
- 1 × Wahl ins „All-Tournament Team“ beim CONCACAF Gold Cup 2009
- 1 × bester Spieler der Bolton Wanderers: 2011

## Leben/Privates
Stuart Holden wurde in Schottland geboren und erlebte dort die ersten zehn Jahre seiner Kindheit. Zusammen mit seiner Familie zog er nach Houston, da sein Vater dort ein lukratives Angebot der Chevron Corporation bekam. Im Februar 2009 starb Stuarts Vater Brian Holden kurz vor seinem 56. Geburtstag an Bauchspeicheldrüsenkrebs.
Seine Mutter und seine jüngere Schwester leben noch immer in Houston. Seine Schwester Rachell ist Leichtathletin an der Awty International School, die auch Stuart Holden besuchte. Seit dem Jahre 2006 ist er im Besitz der US-amerikanischen Staatsbürgerschaft und seitdem Doppelstaatsbürger. Stuarts Bruder Euan (* 1988) ist ebenfalls als Fußballspieler aktiv, verbrachte seine bisherige Herrenfußballkarriere in Dänemark und England und ist seit Anfang 2014 vereinslos, wobei es nicht unwahrscheinlich ist, dass er seine Karriere bereits vorzeitig beendet hat.
Er ist verheiratet mit seiner zuvor langjährigen Freundin Karalyn West-Holden (geborene Gliebe), einem Model und Yoga-Trainerin, die unter anderem als Model an der fünften Staffel (2008) der US-Castingserie Project Runway mitwirkte. Nachdem sie sich im März 2014 verlobten und am 7. Juni 2015 heirateten, kam am 1. Februar 2016 ihr erstes gemeinsames Kind, eine Tochter mit dem Namen Kennady Rose, zur Welt. Zwei Tage später gab der über seine gesamte Karriere hinweg von Verletzungen gezeichnete Stu Holden sein offizielles Karriereende als Profifußballspieler bekannt.